# گارینشا
مانوئل فرانسیسکو دوس سانتوس (به پرتغالی: Manuel Francisco dos Santos) ملقب به گارینشا (زادهٔ ۲۸ اکتبر ۱۹۳۳ در پائوگرانده – درگذشتهٔ ۲۰ ژانویهٔ ۱۹۸۳ در ریو دو ژانیرو) از بهترین بازیکنان فوتبال تاریخ برزیل است که به‌عنوان وینگر راست بازی می‌کرد. نام او را گاه در فارسی گارینچا هم نوشته‌اند. او یکی از برترین، تکنیکی‌ترین و دریبل‌زن‌ترین فوتبالیست‌های تاریخ است. گارینچا نقشی حیاتی در قهرمانی تیم ملی برزیل در جام‌های جهانی ۱۹۵۸ و ۱۹۶۲ داشت. در جام جهانی ۱۹۶۲، زمانی که پله مصدوم شد، گارینشا با عملکرد برتر خود در طول مسابقات، برزیل را به قهرمانی در جام جهانی رساند. او همچنین نخستین بازیکنی بود که توپ طلا (بهترین بازیکن جام جهانی)، کفش طلا (گلزن برتر جام) و قهرمانی جام جهانی را در یک دوره به‌دست‌آورد. او همچنین در ترکیب تیم ستارگان جام جهانی در هر دو جام جهانی ۱۹۵۸ و ۱۹۶۲ حضور داشت. در سال ۱۹۹۴، او برای تیم منتخب تمام دوران جام‌های جهانی انتخاب شد. تیم برزیل هیچ‌گاه با حضور همزمان گارینشا و پله در بازی شکست نخورد. او در سال ۱۹۹۹، در رأی‌گیری انجام‌شده برای تعیین بازیکن قرن فیفا هفتم شد. او همچنین عضو تیم منتخب فوتبال سدهٔ ۲۰ است و به تالار مشاهیر فوتبال برزیل راه یافته است. به‌دلیل محبوبیت بسیار زیادش در برزیل، او را Alegria do Povo (شادی مردمی) و Anjo de Pernas Tortas (فرشته‌ای با پاهای خمیده) نیز می‌نامیدند.
در سطح باشگاهی، گارینشا بیشتر دوران حرفه‌ای خود را برای تیم برزیلی بوتافوگو توپ زده است. در ورزشگاه ماراکانا، اتاق تیم میزبان به‌نام «گارینشا» شناخته می‌شود. در شهر برازیلیا پایتخت برزیل، ورزشگاه ملی مانه گارینشا به افتخار او نام‌گذاری شده است.

## ابتدای زندگی
گارینشا در پائو گراده (واقع در ایالت ریو دو ژانیروی برزیل) متولد شد. او دچار مشکل جسمانی مادرزاد بود و پای راستش از پای چپش شش سانتیمتر کوتاه‌تر بود و بعضی‌ها این نقیصه را از علل درخشش او در فوتبال دانسته‌اند. گارینشا به معنی پرندهٔ کوچک است.

## کارنامهٔ حرفه‌ای

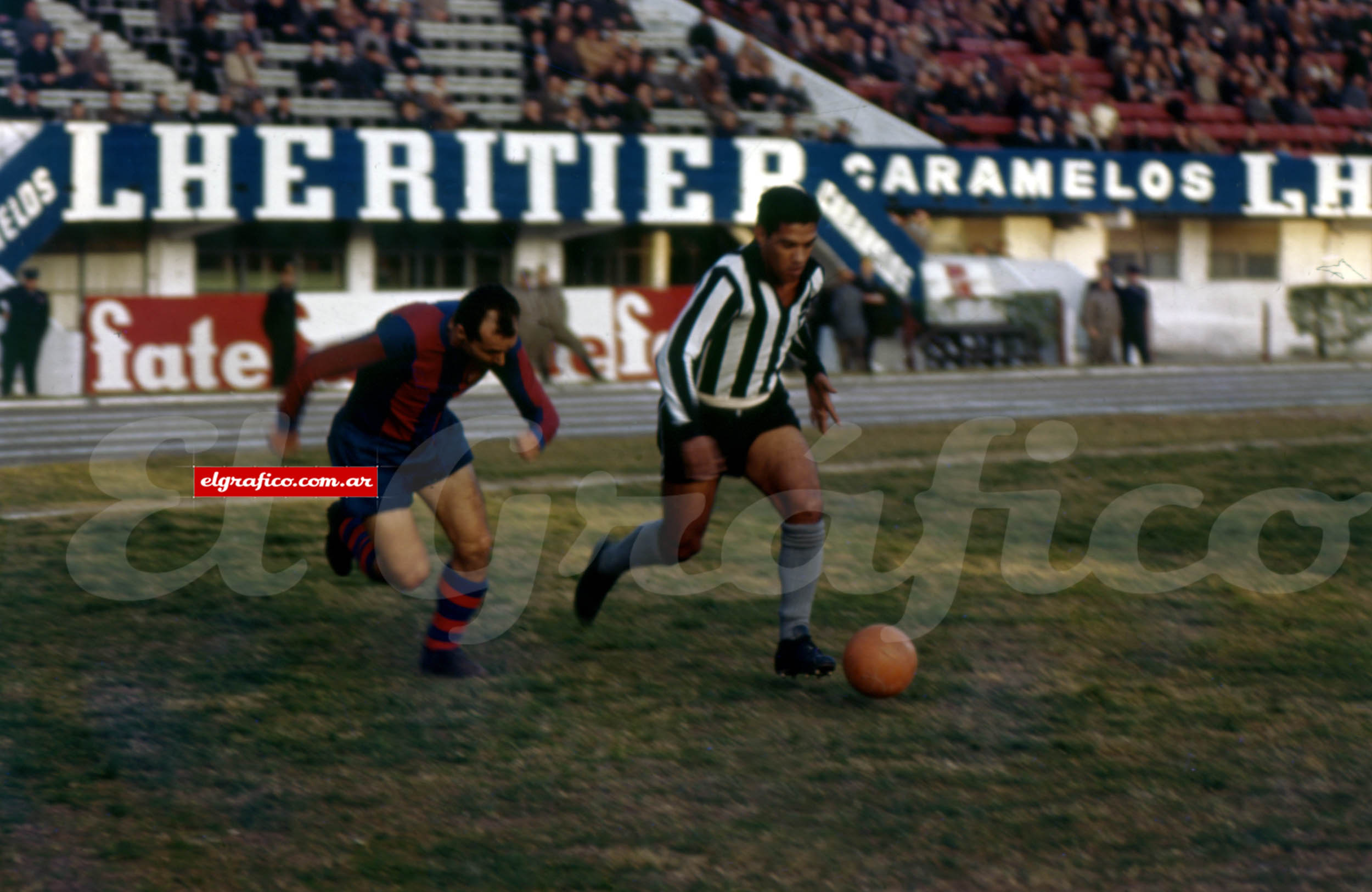
گارینشا در حال بازی برای بوتافوگو در برابر بارسلونا در تورنمنتی دوستانه در سال ۱۹۶۴ در بوئنوس آیرس.

عده‌ای گارینشا را تکنیکی‌ترین بازیکن جهان لقب داده‌اند. هم‌نسلانش او را فوتبالیست آینده می‌خواندند.

### باشگاهی
در سطح باشگاهی گارینچا جمعاً ۵۸۱ بار برای بوتافوگو به میدان رفت و ۲۳۲ گل به ثمر رساند. او همچنین برای باشگاه‌های دیگری در برزیل مانند کورینتیانس (در ۱۹۶۶)، پورتوگوئزا (در ۱۹۶۷)، فلامنگو (در ۱۹۶۸ و ۱۹۶۹) و اولاریا (در ۱۹۷۱ و ۱۹۷۲) به میدان رفت. او برای مدتی در ۱۹۶۸ برای باشگاه آتلتیکو جونیور در کشور کلمبیا نیز بازی کرد. دورهٔ حرفه‌ای فوتبال او از ۱۹۵۳ آغاز شد و در ۱۹۷۲ پایان یافت.

### تیم ملی برزیل
گارینشا بین سال‌های ۱۹۵۵ و ۱۹۶۶ برای تیم ملی برزیل بازی کرد و جمعاً در ۶۰ بازی به میدان رفت. او در جام‌های جهانی ۱۹۵۸، ۱۹۶۲ و ۱۹۶۶ شرکت داشت.
او در پنجاه و نه بازی اول خود هرگز شکست را تجربه نکرد و تنها آخرین بازی ملی او (در جام جهانی ۱۹۶۶ در برابر تیم ملی مجارستان) با شکست ۳ بر یک همراه بود. برزیل با حضور هم‌زمان او و پله هرگز شکست نخورد. وی در سال ۱۹۵۸ یکی از بهترین‌ها بود. وضعیت وی در سال ۱۹۶۲ در جام جهانی بهتر شد و گل هم زد.
گارینشا اولین بازیکن تاریخ فوتبال بود که موفق شد در سال ۱۹۶۲ علاوه بر جام جهانی صاحب توپ طلا و کفش طلای این تورنمت شود. پس از او ماریو کمپس و پائولو روسی موفق شدند همزمان با قهرمانی جهان صاحب توپ و کفش طلای جام جهانی شوند.

## زندگی شخصی
گارینشا پدر حداقل چهارده فرزند از زن‌های مختلف بود. معروف است که با یک خوانندهٔ پاپ، رابطه‌ای جنجالی داشت. گارینشا مادر زنش را به‌طور سهوی در یک سانحهٔ رانندگی به کشتن داد.

## درگذشت
گارینشا در سال‌های آخر زندگی‌اش اسیر نوشیدنی‌های الکلی شد تا بسیار زود و در سن چهل و نه سالگی، بر اثر سیروز کبدی، جهان را وداع گوید.